# Elena Moretti
Elena Moretti (Brescia, 29 giugno 1987) è una judoka italiana, cintura nera 5º Dan, atleta del Gruppo Sportivo Fiamme Azzurre dal 2009 con il grado di Assistente; combatte attualmente nella categoria di peso -52 Kg.

## Biografia
Si avvicina sin da giovanissima al mondo del judo, iscrivendosi, a soli 8 anni, alla palestra Judo Yokohama A.S.D. di Marone, suo paese d'origine.
Dopo alcuni anni di formazione e dopo aver ottenuto le prime medaglie a livello nazionale ai Campionati Italiani Esordienti e Cadetti, si trasferisce, nel 2004, all'Associazione Sportiva Dilettantistica Judo Club Capelletti di Brescia, guidata dal maestro Franco Capelletti, attualmente cintura nera 9º Dan di judo. Qui inizia ad affrontare i primi tornei internazionali, e colleziona risultati sempre più importanti a livello nazionale, culminati nel 2008 con la conquista di tutte le medaglie d'oro in palio nella categoria -48 Kg: si classifica infatti al primo posto al Campionato Italiano Assoluto, al Campionato Italiano Under 23 ed alla Coppa Italia. Sempre nel 2008, ottiene anche una medaglia di bronzo alla World Cup disputata a Roma.
A partire dal 2009 entra a far parte del G.S. Fiamme Azzurre, ottenendo in questo stesso anno buoni risultati: dopo aver vinto il suo secondo titolo italiano consecutivo ed ottenuto due medaglie di bronzo al Campionato Italiano Under 23 ed alla World Cup di Madrid, il 2 luglio conquista la medaglia d'oro ai XVI Giochi del Mediterraneo disputati a Pescara, e pochi mesi dopo, il 20 novembre, ad Antalia si laurea campionessa d'Europa Under 23, battendo in finale l'olandese Brigit Ente. Grazie a questi risultati, a Moretti viene assegnato l'Oscar CONI dello sport bresciano 2009 come miglior Atleta Judo. La cerimonia di premiazione, patrocinata dal Comune di Brescia e dalla Provincia di Brescia, si è svolta nella prestigiosa sala del Vanviltelliano di Palazza Loggia in Brescia.
Moretti entra a far parte stabilmente della Nazionale di Judo, ed i risultati negli anni continuano ad arrivare: Elena ottiene nel 2011 il suo terzo titolo italiano, stavolta eccezionalmente nella categoria -52 Kg, e si classifica al terzo posto nei tornei "Grand Prix" di Baku e "Grand Slam" di Mosca, oltre a conquistare la World Cup di Roma battendo in finale l'altra atleta azzurra in gara, Valentina Moscatt.
La marcia di avvicinamento al sogno olimpico culmina ad Almaty nel gennaio 2012, dove Elena ottiene il terzo posto nell'IJF Masters, gara ad inviti riservata ai migliori 16 atleti della World Ranking List e che per entità dei punteggi è inferiore soltanto alle Olimpiadi ed al Campionato del Mondo. Questo risultato permette all'atleta di fare un passo decisivo nella conquista della qualificazione olimpica.
Il 7 maggio 2012 viene ufficialmente selezionata come una dei 9 judoka che rappresenteranno l'Italia ai Giochi della XXX Olimpiade di Londra. Il 28 luglio debutta alle Olimpiadi affrontando nei sedicesimi di finale della categoria -48 kg la judoka argentina Paula Pareto dalla quale viene sconfitta per yuko dopo un equilibrato incontro. La judoka argentina, già medaglia di bronzo ai Giochi olimpici di Pechino 2008, si classificherà successivamente al 5º posto nella competizione.
Il nuovo quadriennio olimpico segna il definitivo passaggio di Elena Moretti nella categoria di peso -52 kg, dove ottiene subito una medaglia d'oro nella World Cup di Roma battendo in finale la kosovara Majlinda Kelmendi, numero uno del Ranking Mondiale. Successivamente, ad aprile 2013, Moretti ottiene il suo quarto titolo italiano assoluto battendo in finale la promettente atleta campionessa d'Europa juniores 2013 Odette Giuffrida, ed a giugno dello stesso anno viene sconfitta nella finale per il terzo posto ai XVII Giochi del Mediterraneo di Mersin dalla padrona di casa turca Ayse Saadet Arca.
A dicembre 2013 Moretti annuncia di aspettare una bambina, e prende pertanto un periodo di pausa dall'attività agonistica. Il 15 aprile 2014 diventa mamma dando alla luce la piccola Gaia, ed il 30 novembre dello stesso anno torna sul tatami in occasione del 48º Campionato Italiano Assoluto Femminile di Asti, mostrandosi subito in discreta forma e classificandosi al terzo posto nella categoria -52 kg.
Nel 2015 Moretti si riaffaccia sulla scena internazionale, arrivando ai piedi del podio al Grand Prix di Budapest, torneo di qualificazione olimpica, dopo una sfortunata finale 3/5º posto contro l'ostica spagnola Gomez. Il 24 maggio l'Atleta partecipa per la prima volta al Campionato Nazionale Universitario e conquista abilmente la medaglia d'oro, spalancando così le porte per la partecipazione all'Universiade di Gwangju 2015, dove viene eliminata agli ottavi di finale dall'Atleta brasiliana Valentim.

## Palmarès

### Giochi del Mediterraneo
- Oro nella categoria 48 kg (Pescara 2009)

### Campionati Europei Under 23 di judo
- Oro nella categoria 48 kg (Antalya/Turchia 2009)

### Tornei Internazionali di judo
- Bronzo nella categoria 48 kg (World Cup Rome - Roma 2008)
- Bronzo nella categoria 48 kg (World Cup Madrid - Madrid/Spagna 2009)
- Bronzo nella categoria 48 kg (Grand Prix Baku - Baku/Azerbaijan 2011)
- Bronzo nella categoria 48 kg (Grand Slam Mosca - Mosca/Russia 2011)
- Oro nella categoria 48 kg (World Cup Roma - Roma 2011)
- Bronzo nella categoria 48 kg (IJF Masters - Almaty/Kazakistan 2012)
- Oro nella categoria 52 kg (World Cup Rome - Roma 2012)

### Campionati Italiani Assoluti di judo
- Oro nella categoria 48 kg (Genova 2008)
- Oro nella categoria 48 kg (Crotone 2009)
- Oro nella categoria 52 kg (Novara 2011)
- Oro nella categoria 52 kg (Catania 2013)
- Bronzo nella categoria 52 kg (Asti 2014)

### Campionati Italiani Under 23 di judo
- Oro nella categoria 48 kg (Aci Castello/CT 2008)
- Bronzo nella categoria 48 kg (Torino 2009)

### Coppa Italia JU/SE di judo
- Bronzo nella categoria 52 kg (Roma 2005)
- Oro nella categoria 48 kg (Lanciano/CH 2008)

### Campionati Nazionali Universitari di judo
- Oro nella categoria 52 kg (Salsomaggiore Terme 2015)